# Остров (Бахмачский район)
О́стров (укр. Острів) — село, расположенное на территории Бахмачского района Черниговской области (Украина).
Расположено на р. Борзенка (приток р.Борзна).
Население составляет 37 жителей (2006 год). Плотность населения — 389,47 чел/кв.км.
Впервые упоминается в 1926 году.
Село Остров находится примерно в 10 км к западу от центра города Бахмач. Средняя высота населённого пункта — 138 м над уровнем моря. Село находится в зоне умеренного умеренно континентального климата.
Национальный состав представлен преимущественно украинцами, конфессиональный состав — христианами.